# Liste des abbayes de la Charente
La Charente a compté treize abbayes et cent quatre-vingt-dix-neuf prieurés ainsi que dix-neuf couvents mendiants. Il s'y ajoute des collégiales, des commanderies et des couvents

## Historique

### Avant l'an 1000
- L'abbaye Saint-Cybard existe dès le VIe siècle ou le début du VIIe siècle. Elle se crée dès avant l'existence de règles conventuelles par installation d'un groupe d'ermites près de Saint-Cybard, reclus dans une grotte.
- L'abbaye Saint-Gilles de Puypéroux, elle aussi fondée autour d'un ermite au VIe siècle, n'est plus que prieuré au XIVe siècle
- L'abbaye Saint-Étienne de Baignes est fondée en 769
- L'abbaye bénédictine de Nanteuil existe en 780
- Le prieuré Notre-Dame de Saint-Fraigne est donné par le comte Roger à l'abbaye de Charroux en 869
- L'abbaye de Saint-Amant-de-Boixe près du lieu où Saint-Amand a vécu en ermite au VIe siècle existe en 988.
- L'abbaye de Lesterps fondée vers 975

### XIesiècle
- L'abbaye Saint-Étienne de Bassac date de 1002
- L'abbaye Saint-Pierre de Cellefrouin fondée vers 1025
- L'abbaye Notre-Dame-de-l'Assomption de Châtre fondée au XIe siècle
- L'abbaye Saint-Ausone est une abbaye de femmes créée au XIe siècle
- les prieurés Saint-Léger de Cognac en 1031, Saint-Florent à La Rochefoucauld et Saint-Pierre à Sonneville en 1066

### XIIesiècle
- L'abbaye Notre-Dame de La Couronne fondée en 1120
- L'abbaye de la Frenade fondée à Merpins en 1148

### Apparition des ordres mendiants
- Dominicains : à Angoulême fondé vers 1245
- Carmes (Ordre du Carmel) créés en 1156 et à La Rochefoucauld en 1329
- Franciscains ou cordeliers créés en 1210 : à Angoulême vers 1230 et à Barbezieux en 1254

### Renouveau duXVIesiècle
- Création des Jésuites en 1540 et du collège de Jésuites d'Angoulême en 1622
- Création d'une multitude d'autres ordres

## Abbayes et prieurés

### Abbayes bénédictines
Elles sont 7 abbayes dont dépendent 119 prieurés de bénédictins et 1 de bénédictines
- L'abbaye Saint-Cybard à Angoulême
- L'abbaye Saint-Ausone à Angoulême
- L'abbaye Saint-Étienne de Baignes à Baignes-Sainte-Radegonde
- L'abbaye Saint-Étienne de Bassac à Bassac
- L'Abbaye Notre-Dame de l'Assomption du Bournet à Courgeac
- L'Abbaye Notre-Dame de Nanteuil à Nanteuil-en-Vallée
- L'abbaye de Saint-Amant-de-Boixe
- Prieurés dépendant de l’abbaye Saint-Cybard : les prieurés Saint-Clément de Bonneville, Saint-Cybard d'Aubeville, de Chavenat, de Dignac et de Verdille, Saint-Vincent de Champmillon, Saint-Romain de Chassors, de Chasseignes à Fouquebrune, Notre-Dame de Gourville, Saint-Pierre de Jarnac (en 1623 s'unit au collège jésuite d'Angoulême), prieuré de l'Âge-Monjau à Jauldes, Saint-Pierre de Nersac, prieuré de la Chise à Saint-Amant-de-Nouère, Saint-Hilaire à Tourriers, Saint-Romain à Triac et le prieuré de Saint-Cybardeaux

- Prieurés dépendant de l'abbaye Saint-Étienne de Baignes : les prieurés d'Ambleville, d'Archiac, Saint-André de Blanzac, Saint-Pardoux de Barret, Saint-Jean-Baptiste de Chantillac, Saint-Marien, le prieuré de Chausel d'Oriole, Saint-Pierre de Passirac, Saint-Romain de Rouillac, Notre-Dame de Boisset de Saint-Palais-du-Né

- Prieurés dépendant de l’abbaye Saint-Étienne de Bassac : les prieurés Notre-Dame de Boutiers, Saint-Pierre de Châteauneuf, Saint-Germain de Nercillac

- Prieurés dépendant de l’abbaye Notre-Dame de l'Assomption du Bournet : les prieurés Notre-Dame-des-Champs à Saint-Cybardeaux et Sainte-Madeleine-de-la-Bernière à Vitrac

- Prieurés dépendant de l'abbaye Notre-Dame de Nanteuil : les prieurés Saint-Pierre d’Aizecq, d'Ansac, Saint-Genis d'Embourie, Saint-Vincent de La Faye, Saint-Denis à Lichères et à Montmoreau, Saint-Jean Baptiste à Nanteuil, de Saint-Mary, Saint-Médard de Verteuil-sur-Charente, prieuré Notre-Dame de Vieux-Ruffec

- Prieurés dépendant de l'abbaye de Saint-Amant-de-Boixe : les prieurés Saint-André d'Angoulême, Saint-Saturnin à Cellettes, les prieurés Saint-Aignan et Saint-Jean-de-la-Terne à Luxé, les prieurés Saint-Étienne à Montignac, Saint-Pierre de Nanclars (cédé à l'abbaye de Noyers vers 1662), Sainte-Madeleine de Flachères à Saint-Amant-de-Boixe, Saint-Pierre de Sonneville, le prieuré Saint-Georges à Vervant, le prieuré Saint-Nicolas de Villognon, le prieuré Saint-Christophe de Vindelle, le prieuré Notre-Dame de Xambes

- Prieurés dépendant d’abbayes bénédictines d’autres départements :
  - les prieurés de Notre-Dame de Barbezieux, Notre-Dame de Boisbretaud, Sainte-Madeleine de Châtelars (Commune de Cherves-Châtelars), Saint-Laurent-de-Belzagot, Saint-Palais-du-Né, Saint-Médard de Ruelle et de Torsac qui dépendent de l'abbaye de Cluny
  - les prieurés d'Alloue, d'Auge, de Chavagnac à Cellefrouin, Saint-Justinien à Benest, Saint-Pierre d'Ébréon (après avoir dépendu de l'abbaye de Lanville), Saint-Denis de Lichères, le prieuré de Puychauvé à Paizay-Naudouin, le prieuré Domezac de Saint-Gourson et ceux de Saint-Claud, Notre-Dame de Saint-Fraigne et de Vouharte qui dépendent de l'abbaye de Charroux
  - le prieuré Notre-Dame de Beaulieu d’Angoulême qui dépend de l’abbaye de Bourgueil
  - Les prieurés Saint-Maixent et Saint-Étienne de Cogule à Vitrac dépendent de l'abbaye de Saint-Maixent
  - Les prieurés Saint-Silvestre à Saint-Sauveur et Saint-Florent à La Rochefoucauld de l'abbaye de Saint-Florent de Saumur
  - Le prieuré d'Anais de l'abbaye de Nouaillé.
  - Les prieures de Bouteville, de Bourg-Charente et Saint-Rémy de Merpins dépendent de l'abbaye de Savigny du diocèse de Lyon.
  - Le prieuré de Bréville qui dépend de l'abbaye de Maillezais
  - Le prieuré de Champagné qui dépend de l'abbaye de Saint-Michel en Cluse au Piémont
  - Les prieurés de Saint-Martial de Chalais et Saint-Hilaire de Mouthiers-sur-Boëme qui dépendent de l'Abbaye Saint-Martial de Limoges
  - Le prieuré de Saint-Vivien de Charras qui dépend de l'abbaye de Figeac
  - Le prieuré Saint-Léger de Cognac qui dépend de l'Abbaye Saint-Léger d'Ébreuil
  - Le prieuré de Sainte-Madeleine de Lespinasse de Nieuil qui dépend de l'abbaye d'Uzerche.
  - Le prieuré Saint-Pierre d'Oriole qui dépend de l'abbaye Saint-Vivien de Saintes.
- Prieurés bénédictins de dépendance non retrouvée
  - Le prieuré Notre-Dame de Lanville à Marcillac-Lanville dont les prieurés Notre-Dame de Mons et Saint-Antoine d'Oradour et le prieuré de Domezac de Saint-Gourson avant d'être donné à l'abbaye de Charroux, auraient dépendu (ou d'une abbaye de Lanville ou il aurait été abbaye de Lanville puis uniquement prieuré)
  - Le prieuré Saint-Genis du Cercle à Nonaville
  - Le prieuré Saint-Nicolas de Peudry
  - le prieuré Saint-Gilles de Puypéroux, abbaye devenu prieuré au XIVe siècle, puis couvent de Notre-Dame des Anges entre 1837 et 1966.

### Abbayes augustiniennes
Elles sont 4 et l'on compte 14 prieurés :
- L'abbaye Saint-Pierre de Cellefrouin à Cellefrouin
- L'abbaye Notre-Dame-de-l'Assomption de Châtre à Saint-Brice
- L'abbaye Notre-Dame de La Couronne à La Couronne
- L'abbaye de Lesterps à Lesterps
  - dépendant de l'abbaye Saint-Pierre de Cellefrouin : prieuré Notre-Dame de Beaulieu et prieuré Saint-Sulpice de Cloulas, Saint-Pierre de Chenommet, prieuré Saint-Sulpice de Saint-Claud, prieuré Saint-Martin de Ventouse
  - dépendant de l'abbaye Notre-Dame de La Couronne : le prieuré Saint-Jean de la Pallue à La Couronne, prieuré Saint-Maurice d’Échallat (église fortifiée), Mosnac sur une île, le prieuré Sainte-Eulalie à Saint-Genis, le prieuré Notre-Dame de Moulède à Saint-Saturnin, prieuré Saint-Orient de Sireuil, prieuré Saint-Georges de Xandeville.
  - dépendant de l'abbaye de Lesterps : prieuré Saint-Pierre de Reignac
  - dépendant de l'abbaye Notre-Dame-de-l'Assomption de Châtre : le prieuré de Saint-Brice
  - dépendant d’abbayes d’autres départements : prieuré Sainte-Radegonde d'Aizie de Yissia à Taizé-Aizie qui dépendait de l’abbaye de la Réau

### Abbayes cisterciennes
- L'abbaye Notre-Dame de Grosbot
- L'abbaye de la Frenade fondée à Merpins en 1148
- Le prieuré Sainte-Quitterie de Puymerle à Aussac-Vadalle, le prieuré d'Arsac à Garat, le prieuré de Lugeth à Pranzac dépendent de l'abbaye de Grosbot

### Prieurés dépendant d'autres obédiences
- Prieuré de Notre-Dame de Ravaud à Aussac-Vadalle, de l'ordre de Grandmont, fondé en 1150, transféré au XVIIe siècle
- Prieuré Saint-Antoine de Malatraict à Péreuil dépend des Antonins.
- Prieuré fontevriste de Tusson fondé en 1100, Saint-Benoît pour le monastère des femmes et Saint-Jean-l'Habit pour le monastère des hommes.
- Commanderie Saint-Antoine de Boutiers dépendait des Hospitaliers de Saint-Antoine.
- Prieuré de Rauzet à Combiers, de l'ordre de Grandmont.

## Autresordres religieux
- les Carmes avec fondation
  - à Angoulême en 1651
  - à La Rochefoucauld en 1329
- les Franciscains ou cordeliers en 5 villes
  - à Angoulême vers 1230.
  - à Barbezieux en 1254
  - à Châteauneuf
  - restauré à Cognac en 1612
  - fondé au XVe siècle à Verteuil
- Les Récollets : 2 couvents
  - à Cognac, fondé en 1612
  - à Jarnac en 1680
- les Minimes : 2 couvents
  - à Angoulême fondé en 1619 par Marie de Médicis
  - à Châteauneuf en 1620
- les Dominicains : à Angoulême fondé vers 1245
- les Capucins : à Angoulême fondé en 1611
- les Jésuites à Angoulême
- les Bénédictines à Cognac en 1622 dans le prieuré Saint-Léger déserté
- les Ursulines à Angoulême en 1628
- les Carmélites : à Angoulême fondé en 1653
- les Clarisses à Confolens en 1658
- les Dominicaines à Chalais en 1726
- les Visitandines fondé à La Rochefoucauld en 1651
- les Filles de la propagation de la Foi à Angoulême en 1676
  - les Filles de Sainte-Marthe à La Rochefoucauld et à Angoulême qui desservaient les hôpitaux, comme les sœurs de Saint-Lazare d'Angoulême

## Commanderies

### Commanderies de l'ordre de Saint-Jean de Jérusalem
- Commanderie Saint-Jean de Malandry à Ambernac
- Commanderie Saint-Jean à Angoulême qui était dans l'enceinte du château
- Commanderie Saint-Martin de Barbezières
- Commanderie de Saint-Fiacre à Villegats
- Commanderie de Villejésus, commune de Villejésus

### Commanderies de l'ordre du Temple
- Commanderie d'Angles devenue église paroissiale de Salles-d'Angles en 1194.
- Commanderie de Boutiers à Boutiers-Saint-Trojan, passa à l'ordre de Saint-Jean de Jérusalem puis aux chanoines Saint-Antoine de la grande Lande au XVIIIe siècle.
- Commanderie de Brie
- Commanderie du Temple du Breuil à Cellefrouin
- Commanderie de Charmant
- Commanderie de Châteaubernard
- Commanderie de Coulonges donnée au XIVe siècle à l'abbaye de Saint-Amant-de-Boixe.
- Commanderie de Cressac à Cressac-Saint-Genis, dont il reste la chapelle aux fresques uniques, classées, devenue temple protestant.
- Commanderie de Fouqueure, reprise par l'ordre de Saint-Jean de Jérusalem. L'église templière, Saint-Étienne est devenue paroissiale.
- Commanderie de Guizengeard donnée ensuite à l'ordre de Saint-Jean de Jérusalem.
- Commanderie de La Chapelle donnée ensuite à l'ordre de Saint-Jean de Jérusalem et dont l'ancienne église devenue bâtiment agricole possède une cave voutée d'ogives.
- La chapelle Notre-Dame du Deffens commune de Le Tâtre, passée à l'ordre de Saint-Jean de Jérusalem, détruite à la Révolution
- Les commanderies du Grand-Madieu et du Petit-Madieu passées ensuite à l'ordre de Saint-Jean de Jérusalem qui au XVIe siècle formaient une chatellenie avec droit de justice.
- Commanderie de Maine-de-Boixe passée ensuite à l'ordre de Saint-Jean de Jérusalem
- Commanderie du village du Temple à Rouillac
- Commanderie de Viville passée ensuite à l'ordre de Saint-Jean de Jérusalem
- Commanderie de Vouthon
- Commanderie Saint-Jean-Baptiste de Malleyrand (Commanderie de Malleyrand) à Yvrac-et-Malleyrand

### Commanderies non définies
- Commanderie du Saint-Esprit de Confolens, aux pénitents blancs en 1656.

## Chapitres (voir "Chapitre canonial") et collégiales (voir "collégiale")
- Le chapitre de la cathédrale Saint-Pierre d'Angoulême avec son doyen, son sacristain, son chantre et ses 26 chanoines
- Le chapitre de Blanzac comptait 7 chanoines, au lieu du monastère Saint-Arthemy sécularisé en 1226.
- Le chapitre de la Rochefoucauld qui comptait 5 ou 6 chanoines.

### Documents consultés
- Abbayes, prieurés et commanderies de l'ancienne France, Poitou Charentes Vendée, François Sémur, 1984,  (ISBN 2-904412-02-6) (BNF 34915185)
- pouillé par diocèses
- Archives départementales de la Charente.